# Jérémie Moreau (auteur)
Pour les articles homonymes, voir Jérémie Moreau et Moreau.
Jérémie Moreau, né le 17 mars 1987, est un auteur français de bande dessinée. Il est également character designer et illustrateur.

## Biographie

### Jeunesse et formation
Jérémie Moreau nait en 1987 à Champigny-sur-Marne. Il vit dans « un petit village » des Hautes-Alpes.
Dès l’âge de 8 ans, il participe chaque année au Prix de la bande dessinée scolaire du Festival international de la bande dessinée d'Angoulême,, ce qui le motive et le conforte dans son envie de poursuivre sa carrière d'illustrateur et de dessinateur. Il obtient le prix en 2005. 
Il débute ensuite une formation à l'École supérieure d'art et de design Toulon Provence Méditerranée, qu'il abandonne après un trimestre, puis il étudie aux Gobelins, dans la conception de films d’animation. Cette expérience lui fait découvrir un dessin plus en mouvement et plus expressif.

### De 2012 à 2019
Jérémie Moreau reçoit le Prix jeune talent au Festival d’Angoulême en 2012 et il est contacté par Wilfrid Lupano. De leur collaboration naît Le singe de Hartlepool. En parallèle, il travaille dans le cinéma d’animation, comme character designer (Moi, moche et méchant 2 et Le Lorax).
Il poursuit ensuite son parcours en solo en écrivant ses propres histoires (Max Winson, La saga de Grimr) et en adaptant avec Chris Donner le roman Tempête au Haras.
En 2018, il reçoit le Fauve d'or du Festival international de la bande dessinée d'Angoulême pour son album La Saga de Grimr,.
Son album Penss et les Plis du monde est publié en 2019, « un conte philosophique au temps du néolithique, où son héros voit le monde comme une graine » d'après Télérama. Jérémie Moreau explique à Télérama lors de la publication : « L’idée est née pendant des randonnées dans le Vercors. Je passais des journées dans une nature sans traces de civilisation, cela ressemblait à ce que voyaient les premiers hommes. Chemin faisant, j’ai fini par essayer de me mettre dans leur tête, j’ai essayé d’imaginer ce qu’ils pouvaient penser en voyant un arbre, quelle représentation ils se faisaient du monde ».

### Depuis 2020
En 2020, il livre Le Discours de la panthère (éditions 2024). Il indique à Télérama à la sortie de l'album : « Je ne me suis pas dit que j’allais faire une BD de philo, en parlant de solitude, de mémoire, de beauté... Ces thèmes se sont imposés seuls, avec les personnages. Georges Brassens disait que l’amour, l’amitié et la mort étaient les trois thèmes fondamentaux et que, finalement, tout tournait autour de ça. Après, je lis régulièrement des ouvrages ou des cours de philosophie, c’est un domaine qui m’intéresse. Mais je déteste les histoires avec une morale manichéenne assenée en conclusion. C’est souvent pour cela que je retourne tout à la fin ! » Pour Télérama, « en six nouvelles graphiques, l’auteur confronte différents regards sur le monde et pose les bonnes questions. […] Humaniste et ouvert aux débats d’idées contemporains, de la collapsologie à l’altérité, en passant par l’antispécisme, Moreau a le talent de les infuser dans les personnages et les situations, sans jamais forcer le trait, ni être didactique, dans la meilleure tradition des contes ». L'ouvrage fait partie de la sélection pour le grand prix de la critique 2021, et il est récompensé du Prix BolognaRagazzi 2021, prix international de la Foire du livre de jeunesse de Bologne, catégorie Comics - Young Adult.
Les Pizzlys est publié en 2022, album dans lequel « il met en scène une fratrie parisienne en perdition, rattrapée par le col par une Amérindienne généreuse, qui les emmène en Alaska », selon Télérama. 
En 2023 il publie La chambre de Warren, son premier album jeunesse, qui inaugure la collection qu'il dirige aux éditions Albin Michel jeunesse « Ronces »,. Selon Sophie Van der Linden, « Jérémie Moreau fait entrer ses lecteurs dans une véritable « écologie du récit » selon la conception de Jean-Christophe Cavallin, auquel il rend hommage. Grand lecteur de l’anthropologie, de Philippe Descola ou Nastassja Martin, de la philosophie de Bruno Latour, Jérémie Moreau insuffle en effet à la littérature jeunesse des modèles intellectuels qui étaient jusqu’alors restés à ses portes ». Pour Télérama, l'ouvrage est « un conte écologique imbibé d’espoir et de douceur face à l'éco-anxiété ».
En 2024 est publiée sa bande dessinée Alyte. Pour Télérama, il « met en scène un crapaud accoucheur qui porte ses œufs [et] livre une fable animalière fluide et profonde, aux couleurs éclatantes et à la mise en scène tantôt contemplative, tantôt ultra dynamique. [...] L’auteur poursuit sa recherche d’une nouvelle esthétique écologique ». Pour La revue des livres pour enfants : « dans une belle partition graphique aux couleurs vives, l'auteur redonne la parole aux animaux pour nous confronter à notre invasion destructrice de la planète ». Il obtient en 2025 pour cette bande dessinée Alyte une « Mention » au prix international BolognaRagazzi, à la Foire du livre de jeunesse de Bologne, dans la catégorie Comics Middle Grade.

## Style
Parmi ses influences, Jérémie Moreau retient Franquin, mais aussi la poésie de Gus Bofa, la productivité d'un Tezuka, ou la beauté de Winsor McCay. Il indique : « ma passion pour Winsor McCay n’a jamais cessé ». 

Concernant son rapport à la bande dessinée, il répond à Télérama en 2022 : 

« Rêve. Rêve d’enfant. Maintenant rêve d’adulte. C’est mon espace de liberté absolue. Mon médium artistique favori car c’est un des arts les plus libres. Et je ne suis pas du tout un auteur qui créé dans la douleur, la création est synonyme de joie, de puissance, presque de mégalomanie. »

## Publications
- Le Suicidaire Altruiste[3], 2011
Scénario, dessin et couleurs : Jérémie Moreau
- Le Singe de Hartlepool, Delcourt, collection Mirages, 2012
Scénario : Wilfrid Lupano - Dessin et couleurs : Jérémie Moreau

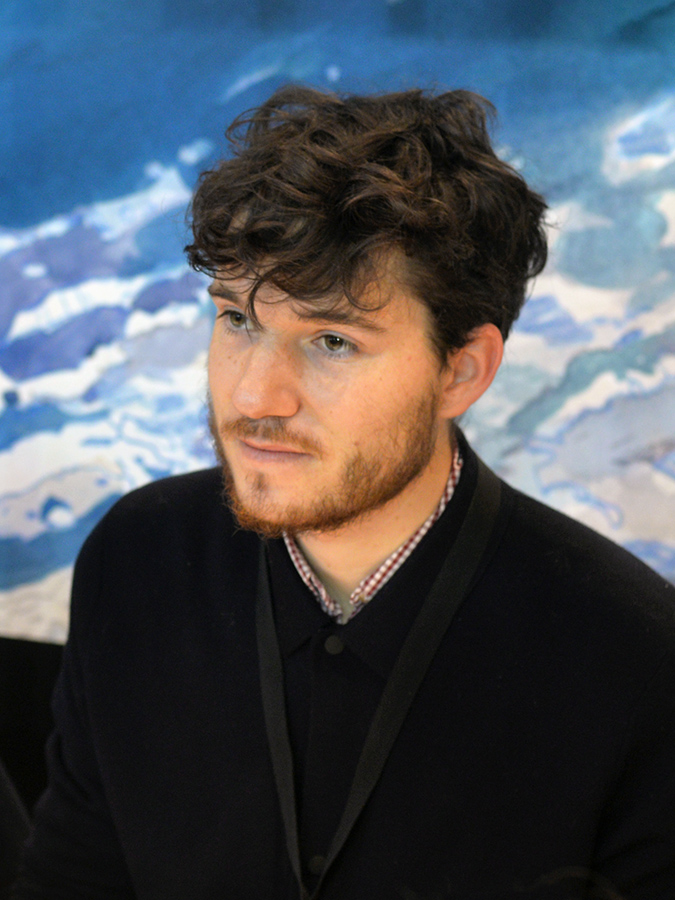
Jérémie Moreau au Festival d'Angoulême 2016.

- Max Winson (scénario et dessin) : un roman graphique noir et blanc en deux parties dans la collection Encrages de Delcourt[18].

1. La tyrannie, 2014
2. L'Échange, 2014

- Tempête au haras, Rue de Sèvres, 2015
Scénario : Jérémie Moreau, d'après le roman jeunesse de Christophe Donner - Dessin et couleurs : Jérémie Moreau Sélection Jeunesse du Festival d'Angoulême 2016
- La Saga de Grimr, Delcourt, 2017
Scénario, dessin et couleurs : Jérémie Moreau Fauve d'or du Festival d'Angoulême 2018[19],[20]
- Penss et les plis du monde, Delcourt, coll. Mirages, septembre 2019
Scénario, dessin et couleurs : Jérémie Moreau - (ISBN 978-2-413-01351-8)
- Le Discours de la panthère[9], Éditions 2024, octobre 2020
Scénario, dessin et couleurs : Jérémie Moreau - (ISBN 978-2-901-00046-4)
- Les Pizzlys[12], Delcourt, 5 octobre 2022
Scénario, dessin et couleurs : Jérémie Moreau - (ISBN 9782413040811)
- La chambre de Warren[13],[14], Albin Michel jeunesse, 2023  (ISBN 9782226481375)
- Alyte[16],[15], éditions 2024, 2024

## Prix et distinctions

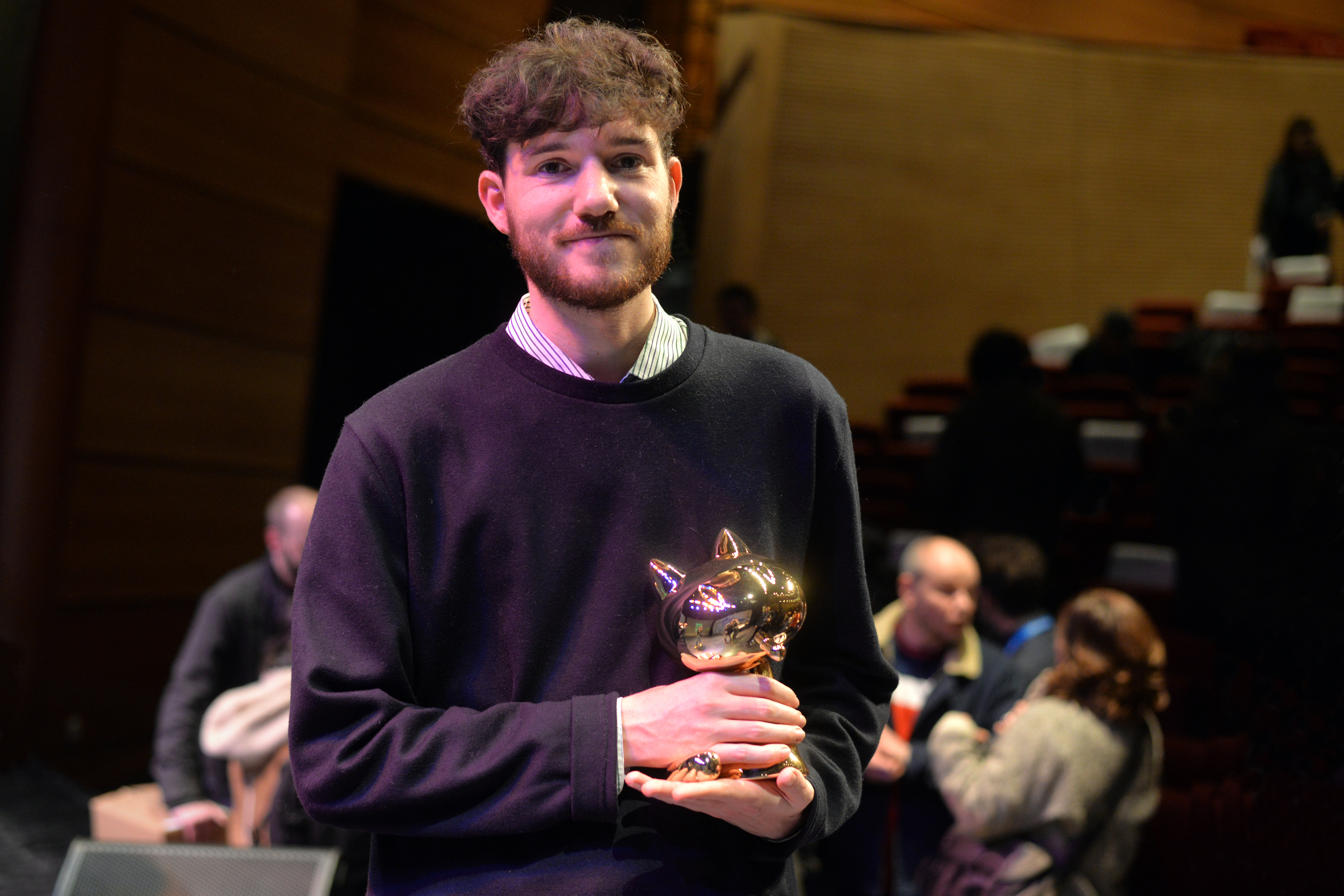
Jérémie Moreau avec son Fauve d'or lors de la cérémonie de remise des prix au Festival d'Angoulême 2018.

- 2005 : Prix de la bande dessinée scolaire du Festival international de la bande dessinée d'Angoulême [21]
- 2012 : Prix jeune talent au festival d'Angoulême[3]
- 2013 : 
  - Prix des libraires de bande dessinée pour Le Singe de Hartlepool (avec Wilfrid Lupano)
  - Prix Château de Cheverny de la bande dessinée historique pour Le Singe de Hartlepool (avec Wilfrid Lupano)
  - Prix de la meilleure bande dessinée francophone du Festival d'Angoulême : le choix polonais pour Le Singe de Hartlepool (avec Wilfrid Lupano)[22]
- 2018 : Fauve d'or pour La Saga de Grimr
- 2019 :  Finaliste du Prix Bédélys dans la catégorie des meilleures bande dessinées hors Québec en langue française pour Penss et les plis du monde
- 2021 : 
  - Sélection pour le grand prix de la critique[10] pour Le Discours de la Panthère
  -  Prix BolognaRagazzi, catégorie Comics - Young Adult[11], Foire du livre de jeunesse de Bologne  pour Le Discours de la Panthère
- 2025 :  « Mention » Prix BolognaRagazzi, catégorie Comics Middle Grade[17], Foire du livre de jeunesse de Bologne, pour Alyte